# Јанг Харис (Џорџија)
Јанг Харис (енгл. Young Harris) град је у америчкој савезној држави Џорџија. По попису становништва из 2010. у њему је живело 899 становника.

## Демографија
Према попису становништва из 2010. у граду је живело 899 становника, што је 295 (48,8%) становника више него 2000. године.
| Група             | 2000.       | 2010.       |
| Белци             | 579 (95,9%) | 817 (90,9%) |
| Афроамериканци    | 10 (1,7%)   | 25 (2,8%)   |
| Азијати           | 3 (0,5%)    | 12 (1,3%)   |
| Хиспаноамериканци | 5 (0,8%)    | 36 (4,0%)   |
| Укупно            | 604         | 899         |